# Tipula (Vestiplex) arisanensis
Tipula (Vestiplex) arisanensis is een tweevleugelige uit de familie langpootmuggen (Tipulidae). De soort komt voor in het Oriëntaals gebied.